# PartyLite
PartyLite (Eigenschreibweise) ist ein US-amerikanisches Direktvertriebsunternehmen, das unter dem gleichlautenden Markennamen Duftkerzen, Accessoires und Duftzubehör vertreibt. Partylite ist ein Tochterunternehmen der Luminex Home Décor & Fragrance Company, zu der auch die Candle-Lite Company gehört. Die Luminex Home Decor & Fragrance Company befindet sich im gemeinsamen Eigentum der Carlyle Group und Centre Lane Partners.

## Unternehmen

### Geschichte
Das Unternehmen entsprang 1909 aus der Nebentätigkeit der Lehrerin Mabel Baker in Cape Cod. Das Unternehmen nutzte den Nachschubmangel einiger Kaufleute an Kerzen und wurde dadurch überregional bekannt. Baker und ihr Mann gründeten daraufhin eine Fabrik und arbeiteten seitdem nur noch für das Unternehmen. 1965, dem Todesjahr der Gründerin, erwirtschaftete das Unternehmen einen Umsatz von 6 Millionen US-Dollar.
1973 entwickelte das Unternehmen den Direktvertrieb als neuen Vertriebsweg und expandierte im Nordosten der USA. 1990 kaufte der Konzern Blyth das Unternehmen auf und entwickelte es zur Premiummarke. 1992 expandierte Partylite nach Kanada und stellte sich damit international auf. Ab 1994 expandierte Partylite nach Europa und erschloss Vertriebsmärkte unter anderem in Deutschland, Großbritannien und Frankreich. Weitere Märkte wurden unter anderem in Mexiko, Australien und den skandinavischen Ländern erschlossen. Partylite-Produkte sind in insgesamt 23 Ländern erhältlich. Seit August 2016 ist Martin Köhler Präsident von Partylite.

### Produkte
Partylite verkauft Kerzen und Duftprodukte in verschiedenen Duftrichtungen, Formen und Farben sowie Kerzen- und Duftaccessoires. Das Sortiment wird saisonal angepasst.

## Vertrieb
Die Produkte werden hauptsächlich im Direktvertrieb über Berater verkauft. Weltweit beschäftigt Partylite über 68.000 Berater. Das Unternehmen folgt dem Direct Selling Association’s Code of Ethics und ist Mitglied des Europäischen Direktvertriebsverbands Seldia. Alle Länderorganisationen sind ebenfalls in den lokalen Direktvertriebsverbänden vertreten.
Das Vertriebs- bzw. Verkaufskonzept als Direktvertriebsunternehmen basiert auf einer sogenannten Partylite-Party (besser bekannt als „Kerzenparty“), bei dem ein angeworbener Gastgeber seine Privaträume für die Verkaufsveranstaltung zur Verfügung stellt. Ein Partylite-Berater präsentiert die verschiedenen Produkte und nimmt die Bestellungen auf. Der Gastgeber erhält im Gegenzug Rabatte auf Produkte, Bonuspunkte oder Warengutscheine.